# Classe Regina Margherita
La classe Regina Margherita est un groupe de deux cuirassés pré-dreadnought construits pour la Regia Marina entre 1898 et 1905. Ils furent utilisés durant la guerre italo-turque. Pendant la Première Guerre mondiale, ils servent comme navires d'entraînement mais furent coulés durant le conflit.

## Conception
Après l'expérience négative de la classe précédente Ammiraglio di Saint Bon, qui était trop faible pour engager des cuirassés étrangers et trop lente pour attraper des croiseurs, la marine italienne voulait un nouveau cuirassé qui reprenne une taille plus grande et plus efficace. En particulier, elle voulait être en mesure de défier les nouveaux cuirassés de la classe Habsburg en cours de construction dans l'Autriche-Hongrie voisine. Ils ont repris le canon de 12 pouces (305 mm) qui était standard dans la plupart des autres marines de l'époque, mais ont sacrifié la protection du blindage pour atteindre une vitesse élevée. En tant que tels, les navires représentaient un type hybride qui combinait la puissance de feu des cuirassés lents et la vitesse d'un croiseur. Benedetto Brin voulait initialement armer les navires avec seulement deux canons de 12 pouces et douze canons de 8 pouces (203 mm), mais après sa mort, l'amiral Ruggero Alfredo Micheli a modifié la conception pour doubler le nombre de canons de 12 pouces, au détriment de huit pièces de calibre moyen.

### Caractéristiques générales et machinerie
Les navires de la classe Regina Margherita mesuraient 130 mètres (430 pieds) de long à la ligne de flottaison et 138,65 m de long hors tout. Ils avaient une largeur de 23,84 m ; la Regina Margherita avait un tirant d'eau de 8,81 m, tandis que le Benedetto Brin avait un tirant d'eau légèrement supérieur, de 9 m. Ils déplaçaient 13 215 tonnes longues (13 427 t) à charge normale et à pleine charge de combat, la Regina Margherita déplaçait 14 093 tonnes longues (14 319 t) tandis que le Benedetto Brin, légèrement plus lourd, déplaçait 14 737 tonnes longues (14 973 t). Leurs coques étaient équipées d'un double fond.
Les navires avaient une superstructure assez grande, qui comprenait une paire inhabituelle de tours de contrôle avec des ponts, une à l'avant et une à l'arrière. Les navires étaient construits avec une proue en forme de bélier et avaient un pont de gaillard surélevé. Ils avaient deux mâts, tous deux dotés d'un toit de combat ; le mât de tête était situé directement derrière la tour de combat et le pont avant. L'équipage des navires a varié au cours de leur carrière, allant de 812 à 900 officiers et hommes de troupe.
Le système de propulsion du navire était constitué de deux moteurs à vapeur à triple expansion, qui entraînaient une paire d'hélices. La vapeur pour les moteurs était fournie par vingt-huit chaudières Niclausse à tubes d'eau alimentées au charbon dans la Regina Margherita. Le Benedetto Brin était quant à lui équipé du même nombre de chaudières Belleville. Les chaudières étaient ventilées dans trois cheminées, dont deux étaient placées côte à côte. Les moteurs du navire de tête avaient une puissance nominale de 21 790 chevaux-vapeur (16 250 kW), tandis que ceux du Benedetto Brin étaient légèrement moins efficaces, avec 20 475 chevaux-vapeur (15 268 kW). Les deux navires avaient une vitesse maximale de 20 noeuds (37 km/h) et une autonomie d'environ 10 000 milles marins (19 000 km) à 10 nœuds (19 km/h).

### Armement et blindage
Les navires étaient armés d'une batterie principale de quatre canons de 12 pouces (305 mm) de calibre 40 placés dans deux tourelles jumelées, une à l'avant et une à l'arrière. Ils étaient également équipés d'une batterie secondaire de quatre canons de 8 pouces (203 mm) de calibre 40 placés dans des casemates dans la superstructure aux angles, deux à l'avant et deux à l'arrière. Les navires portaient une batterie tertiaire de douze canons de 6 pouces (152 mm) de calibre 40, également placés dans des casemates sur le côté de la coque. La défense à courte portée contre les torpilleurs était assurée par une batterie de vingt canons de 3 pouces (76 mm) de calibre 40. Les navires portaient également une paire de canons de 47 mm, deux canons de 37 mm et deux mitrailleuses Maxim de 10 mm. Les cuirassés de la classe Regina Margherita étaient également équipés de quatre tubes lance-torpilles de 17,7 pouces (450 mm) placés dans la coque sous la ligne de flottaison.
Les navires de la classe Regina Margherita étaient protégés par de l'acier Harvey fabriqué à Terni. La ceinture principale avait une épaisseur de 6 pouces (152 mm) et le pont une épaisseur de 3,1 pouces (79 mm). La tour de commandement et les canons de la casemate étaient également protégés par un blindage de 6 pouces. Les canons de la batterie principale avaient une protection blindée plus forte, de 8 pouces (203 mm) d'épaisseur. Le charbon était largement utilisé dans le schéma de protection, y compris une couche destinée à protéger les internes des navires des dommages sous-marins.

## Unités
| Nom               | Chantier                | Quille posée     | Lancement       | Achevé le          | Destin                                       |
| ----------------- | ----------------------- | ---------------- | --------------- | ------------------ | -------------------------------------------- |
| Regina Margherita | La Spezia               | 20 novembre 1898 | 30 mai 1901     | 14 avril 1904      | Coulé par une mine le 11 décembre 1916       |
| Benedetto Brin    | Castellammare di Stabia | 30 janvier 1899  | 7 novembre 1901 | 1er septembre 1905 | Coulé par une explosion le 27 septembre 1915 |

## Historique de service

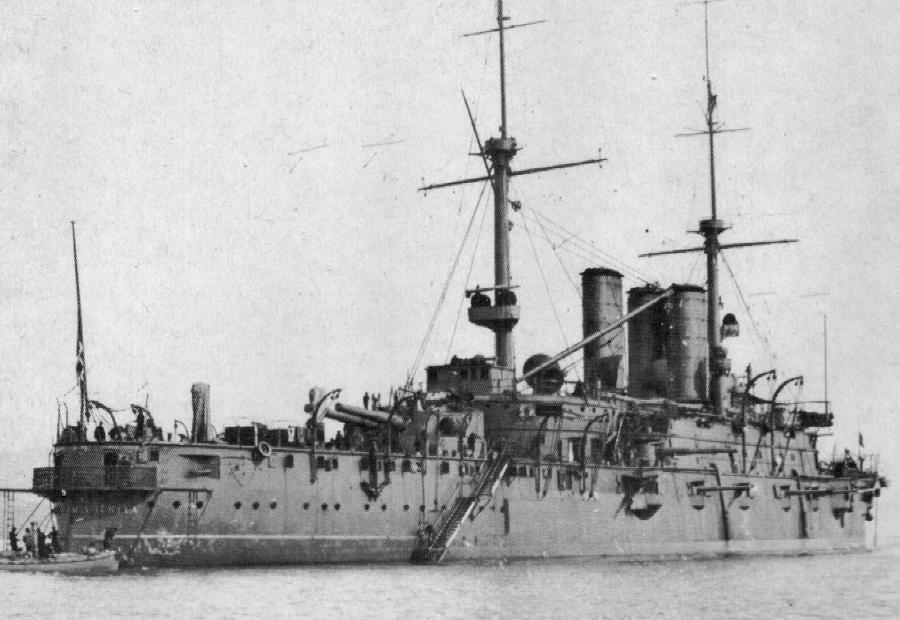
La Regina Margherita vers 1908 ; notez la disposition de la batterie secondaire et le blindage de la ceinture.

La Regina Margherita et le Benedetto Brin ont tous deux servi dans l'escadron de service actif pendant les premières années de leur carrière, et ont participé à la routine d'entraînement de la flotte en temps de paix. La Regina Margherita a souvent servi de navire amiral de la flotte avant l'achèvement des nouveaux cuirassés de la classe Regina Elena. Le 29 septembre 1911, l'Italie a déclaré la guerre à l'Empire ottoman, déclenchant la guerre italo-turque. Les deux navires ont combattu pendant la guerre au sein de la 3e division de la 2e escadre. Le Benedetto Brin a pris part à l'attaque de Tripoli en octobre 1911, et tous deux ont participé à la campagne de prise de Rhodes en Méditerranée orientale.
L'Italie est d'abord restée neutre pendant la Première Guerre mondiale, mais en 1915, la Triple Entente l'a convaincue d'entrer en guerre contre l'Allemagne et l'Autriche-Hongrie. Les Italiens et les Austro-Hongrois ont adopté une politique de flotte prudente dans les eaux confinées de la mer Adriatique, et les deux cuirassés de la classe Regina Margherita n'ont donc pas été utilisés. Le Benedetto Brin a servi de navire-école basé à Brindisi jusqu'à ce qu'il soit détruit dans une explosion interne dans le port le 27 septembre 1915 avec de lourdes pertes en vies humaines; 454 hommes de l'équipage du navire sont morts dans l'explosion. La Regina Margherita, qui servait également de navire-école, a servi un peu plus longtemps, jusqu'à ce qu'elle heurte une mine posée par le sous-marin allemand Unterseeboot SM UC-14 dans la nuit du 11 au 12 décembre 1916. 675 hommes ont été tués dans le naufrage.

## Source
- (en) Cet article est partiellement ou en totalité issu de l’article de Wikipédia en anglais intitulé « Regina Margherita-class battleship » (voir la liste des auteurs).